# モラ (ゲーム)
モラ（Morra、奇数偶数ゲーム）は、古代ローマや古代ギリシア時代から何千年も続く、ハンドゲームである。プレイヤーの2人が一致し、コインを投げるか楽しむかを決定できる。

## ルール
多くの形式では2人、3人またはそれ以上の人数でプレイできる。一方でモラ（奇数偶数ゲーム）のバリエーションは多くある。もっとも、一般的なやり方では、両方のプレイヤーが片手を出し、お互いに指を見て、大きい声で相手の指の合計を言い当てる。もし、そのプレイヤーが言い当てたなら、そのプレイヤーが1点を得る。先に3点をとったプレイヤーが勝ちとなる。
もうひとつのやり方では、一人の人が「奇数」を指定し、一方が「偶数」となる。プレイヤーはそれらの前に手を開き、そして、同時に3まで数える（「1,2,3、シュート!」を何度か繰り返す）。「3」か「シュート」で。両方のプレイヤーはお互いに1本または2本の指を出す。もし、両方の指の合計が偶数ならば、偶数プレイヤーの勝ちとなる。そうでなければ、奇数プレイヤーの勝ちとなる。2つの可能な方法は3まで足し合わせるのと、同等に勝てるチャンスをお互いに持っているとである。
いくつかの異なるモラは賭けを含み、同時に勝者は指の合計と同等のお金を得るのを楽しむ。

## バリエーション
ルールにはいくつかのバリエーションがある。

### モア・フィンガーズ
その方法では、プレイヤーがいくつでも指を差し出すことを許すと同時に、勝者は合計が、奇数であろうと偶数であろうと、勝者であるのが基本である。
たとえば、2人のプレイヤーがいて、かつ、互いに5本の指を出したなら、合計は奇数であり、「奇数」のプレイヤーが勝者となる。

#### Micatio/Micare
Micatioは見えることに機会を与える要素を小さくする試みを行うモラの一種であり、プレイヤーのスピード、確率計算と、そして確かな心理的な広がりである。
Micatioはお互いに右手を上げて、数字を上下させ、そして、大声で両手の指の合計を言う。それは、プレイヤーは正しいというとによってラウンドで勝つまで行う。勝ったラウンドはプレイヤーが1点を得る。もし、数字が合わないならば、点数は入らない。

##### Micatioのルール
1. 手ははっきりプレイヤーとレフリーに手を見せなければならない。
2. 挑戦者はほかの挑戦者が見せたのをレフリーが見た後はプレイできない。
3. 両方に見せられた指の合計が正しいのを言ったプレイヤーに点数が与えられる。
4. もし、両方が正しいならば、点数は割り当てられずゲームは次へ進む。
5. セットは繰り返し、もしくは一回目に16点を先にとったプレイヤーによって決着がつき、21点で決定する。
6. もし、両方のプレイヤーが勝ち点を取りそこなったときに同点ならば5ポイントのタイブレークを行う
7. 3セットを2回勝つことによってマッチが成立する。
8. プレイヤーはレフリーが決定することに抗議できない
9. それぞれのゲームはあるが、仲間はチャンピオンシップで2人に寄りかかってプレイができる
10. そのような場合、二人のゲームは開始し、点数を得た人は相手が負けている限りリードする。